# Matthias Hieronymus Saxtorph
Matthias Hieronymus Saxtorph, född 26 oktober 1822 i Köpenhamn, död där 14 mars 1900, var en dansk kirurg. Han var son till Johan Sylvester Saxtorph och farbror till Sylvester Saxtorph.
Saxtorph tog medicinsk examen 1845 och blev kandidat på Frederiks Hospital. Han studerade därefter i Edinburgh hos James Young Simpson och blev efter tävlan med Carl Withusen 1855 lektor i kirurgi vid Köpenhamns universitet. Han utnämndes 1862 till ordinarie professor och övertog 1866 lärostolen i klinisk kirurgi efter Andreas Buntzen. Till denna tjänst var överkirurgposten vid Frederiks Hospital knuten. Här vann han högt anseende som operatör och lärare, och det var här som han 1868 började att använda Joseph Listers antiseptik, som han hade sett i bruk i Glasgow. Resultatet blev, att de infektiösa sårsjukdomarna försvann på hans avdelning, och då detta var den första plats utanför Storbritannien, där metoden användes, fick dessa resultat europeisk betydelse, efter att Saxtorph hade omtalat dem i ett brev till Lister (i "The Lancet" 1870). 
Saxtorph drog sig tillbaka från sin tjänst som överkirurg, då frågan om kvinnors anställning som sjukhuskandidater restes (1886). Han verkade därefter som docent i kirurgi. Hans undervisning var utmärkt, men hans författarskap var begränsat. Viktigast är Kirurgisk klinik, I–III (1878–1879) med supplement 1882–1883.